# Trefusia axonolaimoides
Trefusia axonolaimoides is een rondwormensoort uit de familie van de Trefusiidae. De wetenschappelijke naam van de soort is voor het eerst geldig gepubliceerd in 1953 door Allgén.